# Daniel Tschofenig
Daniel Tschofenig, né le 22 mars 2002 est un sauteur à ski autrichien.

## Palmarès

### Championnats du monde
| Épreuve / Édition       | Individuel     | Individuel     | Par équipes    | Par équipes |
| Épreuve / Édition       | Petit tremplin | Grand tremplin | Grand tremplin | Mixte       |
| Mondiaux 2023 Planica   | 14e            | 12e            | Bronze         | -           |
| Mondiaux 2025 Trondheim | 21e            | 9e             | Argent         | -           |

### Coupe du monde
- 1 gros globe de cristal en 2025.
- Vainqueur de la Tournée des quatre tremplins 2024-2025
- 20 podiums individuels : 8 victoires, 3 deuxièmes places et 9 troisièmes places.
- 7 podiums par équipes : 6 victoires.
- 2 podiums en Super Team : 2 deuxièmes places.
- 3 podiums par équipes mixte : 2 deuxièmes places et 1 troisième place.

#### Différents classements en Coupe du monde
| Année     | Classement général final |
| 2020-2021 | 51e                      |
| 2021-2022 | 25e                      |
| 2022-2023 | 9e                       |
| 2023-2024 | 11e                      |
| 2024-2025 | 1er                      |

#### Victoires individuelles
| Année     | Lieu                                                                                   |
| 2024-2025 | Wisła Engelberg Garmisch-Partenkirchen Bischofshofen Zakopane Willingen x2 Lake Placid |

### Jeux européens
| Épreuve / Édition               | Individuel     | Individuel     | Mixte par équipes |
| Épreuve / Édition               | Petit tremplin | Grand tremplin | Mixte par équipes |
| Jeux européens de 2023 Zakopane | Or             | 4e             | Or                |